# Llista d'ocells de la Vall de Lord
Aquesta llista d'ocells de la Vall de Lord inclou el nom comú de totes les espècies d'ocells trobades a la Vall de Lord, a l'extrem nord-oriental del Solsonès, ordenats alfabèticament: són un total de 115 espècies que actualment s'han detectat com a presents en algun moment al llarg de l'any.

## A
- Abellerol (o picot terrer) (Estival)
- Agró roig (De pas)
- Àguila calçada (Estival)
- Àguila cuabarrada (Sedentària)
- Àguila daurada (o àliga reial) (Sedentària)
- Àguila marcenca (Estival)
- Àguila pescadora (Accidental)
- Aligot comú (o aguilot) (Sedentària) / (Hivernant)
- Aligot vesper (Estival)
- Alosa vulgar (Estival / (Sedentària)
- Ànec collverd (o ànec gros) (Sedentària)
- Ànec mandarí (Accidental)
- Arpella vulgar (De pas)
- Astor (o astoret) (Sedentària)
- Aufrany (o àguila blanca, o voltor egipci, o voltor petit) (Estival)

## B
- Ballester (o avió) (Estival)
- Becadell sord (Hivernant) / (Accidental)
- Bitxac comú (o cagamànecs) (Sedentària)
- Bosqueta vulgar (Estival)
- Bruel (Sedentària) / (Hivernant)

## C
- Cabusset (Estival / Sedentària)
- Cadernera (Sedentària)
- Cargolet (Sedentària)
- Cigonya negra (De pas)
- Còlit gris (o Cul blanc) (Estival)
- Corb (Sedentària)
- Corb marí gros (Hivernant)
- Cornella negra (o corbes) (Sedentària)
- Cotoliu (o cogullada petita, o llausetina) (Sedentària)
- Cotxa fumada (Sedentària)
- Cruixidell (Sedentària)
- Cucut (Estival)
- Cuereta torrentera (Sedentària)

## D
- Duc (Sedentària)

## E
- Enganyapastors (o escloper) (Estival)
- Escorxador (o capsot d'esquena roja, o capsigrany roig) (Estival)
- Esmerla (Hivernant)
- Esparver cendrós (o arpella cendrosa, o arpellot cendrós) (Estival / De pas)
- Esparver (o astoret) (Sedentària)
- Estornell vulgar (Sedentària)

## F
- Faisà (Sedentària)
- Falciot negre (o falcillot, o falsilla) (Estival)
- Falcó mostatxut (Estival)
- Falcó pelegrí (Sedentària)

## G
- Gafarró (Sedentària)
- Gaig (Sedentària)
- Gall fer (Sedentària)
- Gamarús (o cabrota, o xibeca) (Sedentària)
- Garsa (Sedentària)
- Gotlla (o guatlla) (Estival)
- Gralla de bec groc (Sedentària)
- Gralla de bec vermell (Sedentària)
- Griva (Sedentària)
- Griva cerdana (Hivernant)

## H
- Hortolà (o sit groc) (Estival)

## L
- Llucareta (Sedentària) / (Hivernant)

## M
- Mallerenga blava (o ferreret, o ferrerolet) (Sedentària)
- Mallerenga carbonera (o primavera) (Sedentària)
- Mallerenga cuallarga (Sedentària)
- Mallerenga emplomallada (o capellanet, o ferrico de capell) (Sedentària)
- Merla (Sedentària)
- Merla d'aigua (o aigüerola)
- Merla de pit blanc (Estival / Sedentària)
- Merla roquera (o roquera) (Estival)
- Mosquiter comú (o musquetera) (Sedentària) / (Hivernant)
- Mosquiter de passa (De pas)
- Mosquiter pàl·lid (Estival)
- Mosquiter xiulaire (De pas)
- Mussol banyut (Sedentària)

## O
- Oca vulgar (Accidental)
- Òliba (o xòliba) (Sedentària)
- Oreneta (o oreneta campestre) (Estival)
- Oreneta cuablanca (o culblanc) (Estival)

## P
- Papamosques gris (Estival)
- Pardal comú (Sedentària)
- Pardal d'ala blanca (Hivernant)
- Pardal de bardissa (Sedentària) / (Hivernant)
- Pardal roquer (o pardal torrogà) (Sedentària) / (Hivernant)
- Passerell comú (o passerell roig) (Sedentària)
- Pela-roques (Sedentària) / (Hivernant)
- Perdiu blanca (o perdiu de neu) (Sedentària)
- Perdiu roja (Sedentària)
- Perdiu xerra (Hivernant)
- Pica-soques blau (o puja-soques) (Sedentària)
- Picot garser gros (o pigot) (Sedentària)
- Picot negre (Sedentària)
- Picot verd (Pigot verd) (Sedentària)
- Pinsà borroner (Sedentària) / (Hivernant)
- Pinsà comú (Sedentària)
- Pinsà mec (Hivernant)
- Pit-roig (Sedentària)
- Piula dels arbres (o rulls) (Estival)
- Puput (o put-put) (Estival)

## R
- Raspinell comú (o pica-soques) (Sedentària)

- Reietó (Hivernant) / (Estival)
- Roquerol (o roquerol de roca) (Estival / Sedentària)
- Rossinyol (Estival)
- Rossinyol bord (Estival) / Sedentària

## S
- Sit negre (o cip cip, o hortolà negre, o hortolà cellard) (Sedentària)

## T
- Tallareta cuallarga (Sedentària)
- Tallarol de casquet (Estival)
- Tallarol de garriga (Estival)
- Tallarol gros (Estival)
- Tord comú (Sedentària) / (Hivernant)
- Tórtora (o torta, o tortra) (Estival)
- Tórtora turca (Sedentària)
- Trencalòs (Sedentària)
- Trobat (Estival)
- Tudó (Sedentària)

## V
- Verderola (Estival) / (Hivernant)
- Verdum (Estival)
- Voltor comú (Sedentària)

## X
- Xixella (Estival / Sedentària)
- Xoriguer comú (o falconet) (Sedentària)
- Xot (Estival)